# スヴェン・ヴェルマント
スヴェン・ヴェルマント（Sven Vermant、1973年4月4日 - ）は、ベルギーの元サッカー選手。元ベルギー代表。ポジションはミッドフィールダー。

## 来歴
1995年にベルギー代表デビュー。その後出場機会は少なかったが、2001年から出場機会が増え、2002 FIFAワールドカップのメンバーにも選ばれた。2004年までに18試合に出場した。

## 代表歴

### 出場大会
- ベルギー代表
  - 2002 FIFAワールドカップ

### 試合数
- 国際Aマッチ 18試合 0得点（1995年-2004年）[1]

| ベルギー代表 | 国際Aマッチ | 国際Aマッチ |
| 年           | 出場        | 得点        |
| ------------ | ----------- | ----------- |
| 1995         | 1           | 0           |
| 1996         | 0           | 0           |
| 1997         | 0           | 0           |
| 1998         | 1           | 0           |
| 1999         | 0           | 0           |
| 2000         | 0           | 0           |
| 2001         | 7           | 0           |
| 2002         | 5           | 0           |
| 2003         | 0           | 0           |
| 2004         | 4           | 0           |
| 通算         | 18          | 0           |